# Petroperla mickjaggeri
Petroperla mickjaggeri (лат.) — ископаемый вид веснянок, единственный в составе рода †Petroperla из семейства †Petroperlidae. Бирманский янтарь (около 99 млн лет, меловой период): Мьянма.

## Этимология
Видовое название дано в честь Мика Джеггера (Sir Mick Jagger), участника рок-группы The Rolling Stones. Первая часть родового имени Petroperla посвящена группе Rolling Stones и происходит от латинского слова «petra», что означает «камень», а вторая часть «perla» относится к типовому роду веснянок Perla.

## Описание
Мелкие веснянки, длина тела около 6,2 мм, усики 3,6 мм. Отличаются следующими признаками: остатки грудных жаберных пучков отсутствуют, брюшные сегменты не расширены заднелатерально.
Вид Petroperla mickjaggeri был впервые описан в 2018 году чешским энтомологом Pavel Sroka (Biology Centre of the Czech Academy of Sciences, Institute of Entomology, Ческе-Будеёвице, Чехия) и немецким палеонтологом Arnold H. Staniczek (Department of Entomology, State Museum of Natural History Stuttgart, Штутгарт, Германия) по материалам из бирманского янтаря. Вид Petroperla mickjaggeri выделен в монотипический род Petroperla. Вместе с Branchioperla ianstewarti и Lapisperla keithrichardsi, они включены в состав вымершего семейства †Petroperlidae, которое рассматривают в качестве стем-группы инфраотряда Systellognatha.